# تپه قلعه سیاه گاو (آ - ۵۰)
تپه قلعه سیاه گاو (آ - ۵۰) مربوط به دوره اشکانیان است و در شهرستان آبدانان، روستای سیاه گاو واقع شده و این اثر در تاریخ ۱۷ اسفند ۱۳۸۱ با شمارهٔ ثبت ۷۹۷۳ به‌عنوان یکی از آثار ملی ایران به ثبت رسیده‌است.